# Valthornssnäcka
Valthornssnäcka (Buccinum undatum) är en upp till 11 centimeter stor, ätlig snäcka som lever i kallare vatten längs norra Atlantens öst- och västkust. Den äts bland annat i Bretagne, där den går under handelsnamnet bulot. Biologiskt tillhör arten familjen Buccinidae. 

## Utbredning
Valthornssnäckan förekommer längs Europas kuster från Norge till Frankrike, samt omkring Brittiska öarna och Island. Den förekommer även längs Grönlands sydkust, Kanadas östkust, samt längs kusten till nordöstra USA. 

## Levnadssätt
Valthornssnäckan livnär sig genom predation, ofta på musslor, och genom att äta as, till exempel döda fiskar.